# 박성배 (농구인)
박성배(1974년 10월 29일 ~ )는 대한민국의 농구 선수 출신 농구 지도자이다.

## 경력
2012년 위성우 감독, 전주원 코치와 함께 아산 우리은행 위비 코칭 스태프로 부임하며 우리은행의 WKBL 통합 6연패에 기여하였다. 2017-18 시즌 종료 후에 개인 사정으로 코치직에서 물러났다.
2019년 3월 11일, 3년 계약으로 WKBL 인천 신한은행 에스버드의 감독으로 선임되었다.

## 사생활
동생 박성훈도 농구인이다. 선수 시절 서울 삼성 썬더스에서 같이 선수 생활을 하였다.